# Église Santa Maria Donnaregina Nuova

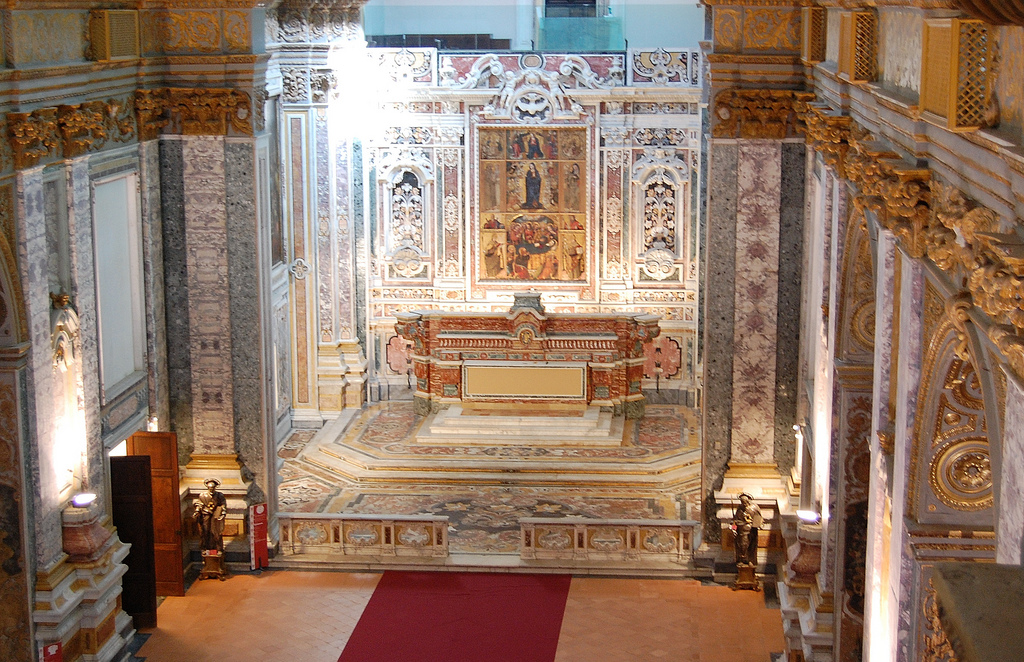
Intérieur.

Santa Maria Donnaregina Nuova est une église baroque du centre de Naples, en Italie. Elle est appelée Nuova ("nouvelle") pour la distinguer de l'ancienne église angevine de Santa Maria Donna Regina Vecchia.

## Histoire
La première église a été construite à cet endroit au XIVe siècle. Les religieuses du monastère adjacent ont commandé la nouvelle structure. Alors que traditionnellement l'architecte Giovanni Guarino, un élève de Francesco Grimaldi était cité comme l'architecte de l'église baroque actuelle, une documentation plus récente cite Giovanni Giacomo Conforto. Les premiers paiements documentés pour la conception datent de 1626. La façade a été achevée en 1626. Le portail en marbre a été achevé par Bernardino Landini en 1634, et la coupole en 1654. L'église a été consacrée en 1669. Arcangelo Guglielmelli et Ferdinando Sanfelice comptent parmi les architectes qui, au cours du siècle suivant, ont travaillé à la conception de parties de la structure. Le couvent a été fermé en 1861 et les religieuses des Clarisses ont déménagé à Santa Chiara. Depuis 2007, l'église abrite le musée diocésain. 
À l'origine, le monastère et l'église étaient reliés par un passage entre la tribune de la nouvelle église et l'abside de l'ancienne, mais cela a été éliminé par la restauration de 1928-1934. 

### Source de traduction
- (en) Cet article est partiellement ou en totalité issu de l’article de Wikipédia en anglais intitulé « Santa Maria Donnaregina Nuova » (voir la liste des auteurs).

### Liens
- Vincenzo Regina, Le chiese di Napoli. Viaggio indimenticabile attraverso la storia artistica, architettonica, letteraria, civile e spiriturale della Napoli sacra, Rome, Newton & Compton, 2004